# Hélène Élisabeth Juillerat
Hélène Élisabeth Juillerat dite Hélène de Bauclas (24 octobre 1885 à Moutier en Suisse - 21 mars 1951 à Béziers) est une historienne de l'art, artiste peintre et autrice de littérature policière franco-suisse.

## Biographie

### Origines et vie personnelle
Hélène Élisabeth Juillerat naît le 24 octobre 1885 à Moutier, dans le canton de Berne en Suisse. Elle est la fille de Paul Juillerat et d'Ida Carnal. Elle est la sœur de Marguerite Juillerat, journaliste et épouse de l'auteur César Méléra. La mort d'Ida Carnal à l'âge de 82 ans à Valentigney dans le Doubs est annoncée le 28 mars 1935 dans le numéro 8871 du quotidien Excelsior en raison de sa parenté aux deux femmes de lettres. 
En 1911, Hélène Juillerat est recensée à Beaucourt dans le Territoire de Belfort où elle habite avec sa mère rue du Chatelot. Elle est décrite comme artiste peintre et institutrice privée.
Le 28 novembre 1925, Hélène Juillerat apparaît dans la première liste des concurrents classés et appelés à prendre part à la finale du Grand concours de mots croisés organisé par l'hebdomadaire Nouvelles Littéraires. Elle habite alors 72, boulevard de Port-Royal à Paris.
Hélène Elisabeth Juillerat est naturalisée française par décret paru au Journal officiel de la République française le 22 avril 1928.
Le 17 mars 1938, Hélène Elisabeth Juillerat, alors attachée au musée du Louvre, épouse à Paris Henri Edmond Cotard, professeur libre et conférencier aux Musées nationaux. Elle habite alors 25, rue de Grenelle à Paris. Comme ses parents Louis Jules Edmond Cotard et Thérèse Marthe François Dupré, Henri Cotard est peintre.
Hélène Juillerat meurt le 21 mars 1951 à Béziers.

### Carrière

#### Contributrice de revues
À la fin du mois de janvier 1934, Hélène Juillerat publie l'article « Neuf siècles de peinture anglaise » dans Le Miroir du Monde,,.
Hélène Juillerat publie l'article « Les nouveaux aménagements du Musée du Louvre » dans le n°493 de La Revue du Touring-club de France du 1er décembre 1935.

#### Cheffe du service des visites guidées au Musée du Louvre
En juillet 1930, Hélène Juillerat prend la tête d'un nouveau service de visites guidées au musée du Louvre, qui s'ajoute aux visites-conférences auparavant proposées dans le musée. Elle y gère notamment les tensions avec les guides agréés de la préfecture de police, transmet les revendications salariales de guides officiels du Louvre, et rédige une note sur les « mardis populaires », visites du Louvre organisées en février 1937 à l'initiative de Léo Lagrange dans le cadre de la politique culturelle du Front populaire.
Le 15 octobre 1937, « Mlle Juillerat » est l'objet d'un article du célèbre quotidien américain International Herald Tribune : elle y est présentée comme la personne qui dirige « efficacement les services d'information et des guides du [musée du] Louvre ». Elle se réjouit de la présence massive d'Américains - et de la visite de l’American Legion en particulier - au musée. Elle explique que le musée ne détient pas d'« objets volés » par Napoléon Ier : le butin de ce dernier a été légalisé par le Traité de Paris de 1814 et, à la chute de l'Empire en 1815, certaines nations ont échangé leurs propres œuvres contre des chefs-d'œuvre français. Elle ajoute : « Notre Giotto vient de Naples grâce à un tel échange. [...] Ces gens qui viennent ici pour voir les trésors volés par Napoléon oublient qu'il fut un temps où des rois dépensaient des fortunes en beaux tableaux. Nos Raphaël et Léonard de Vinci viennent de François Ier ; nos Titien de Louis XIV. ». Elle précise enfin qu'en 1793, la collection était composée de seulement 650 pièces, contre plus de 178 000 à cette date.

#### Peintre
Du 6 au 19 octobre 1926, des peintures d'Hélène Juillerat sont exposées à la Galerie de Marsan au 6, rue des Pyramides. Sont notamment exposées 14 peintures du Christ de son arrestation à sa crucifixion, destinées à l'église de Chérmizy dans l'Aisne, afin de remplacer les œuvres détruites pendant la guerre.
En février 1928, Hélène Juillerat expose au Salon des Indépendants lors d'une exposition mettant en avant les œuvres de femmes. Le journaliste Gaston Derys du Minerva la cite parmi les « bons nus ».
Hélène Juillerat participe pour la France aux Compétitions artistiques organisées en marge des Jeux olympiques d'été de 1928 organisés aux Pays-Bas, dans la catégorie « Peinture ».
Le 15 juin 1934, Hélène Juillerat est citée parmi les exposants de la première soirée organisée par « Les Amis de Saint Yves » et Yves Le Troquer dans un hôtel du Faubourg Saint-Germain pour faire connaître de jeunes artistes peintres et sculpteurs.

## Œuvres
- Hélène de Bauclas, Le Mort s'est trompé d'étage, Paris, Bordes, coll. « Le Roman policier moderne », 1946, 164 p. (BNF 41622857)[17],[18].
- Hélène de Bauclas, Ma sœur inconnue, Ed. D.C., coll. « Les secrets du coeur », 1946, 32 p. (BNF 42004074, lire sur Wikisource, lire en ligne)[19].
- Hélène de Bauclas, Il y avait un cantonnier, Paris, S.E.P.E., coll. « Le Bandeau noir », 1946, 190 p. (BNF 31773580)[20].